# اريك غري
اريك غري (بالإنجليزية: Eric Grey)‏ هو لاعب دوري الرغبي نيوزلندي، ولد في 1 مايو 1895 في Devonport, New Zealand ‏ في نيوزيلندا، وتوفي في 2 مايو 1977 في Mount Eliza, Victoria ‏ في أستراليا.